# Thelma Sutcliffe
Thelma Sutcliffe (* 1. Oktober 1906 als Thelma Liesche in Omaha; † 17. Januar 2022 ebenda) war eine US-amerikanische Supercentenarian und Altersrekordlerin. Nach dem Tod von Hester Ford am 17. April 2021 war sie bis zu ihrem eigenen Tod die älteste lebende Person in den Vereinigten Staaten. Zum Zeitpunkt ihres Todes war sie zudem weltweit die fünftälteste lebende Person.

## Leben
Thelma Sutcliffe wurde am 1. Oktober 1906 als Thelma Liesche im Ort Benson (gehört heute zu Omaha) im US-Bundesstaat Nebraska geboren. Sie wuchs auf einer Farm auf und war das zweite von vier Kindern ihrer Eltern August Gustaf Liesche (1877–1955) und Maude Adams (1883–1915). Ihr Vater wurde in Deutschland geboren, damals noch ein Kaiserreich. Im November 1915 starb Sutcliffes Mutter, worauf ihr Vater August Gustaf Liesche eine neue Frau heiratete: Mattie Louise Anderson (1885–1956). Am 3. September 1924 heiratete Sutcliffe im Alter von 17 Jahren William Ted Sutcliffe (1902–1971) in Council Bluffs in Iowa. Die beiden hatte keine Kinder.
In ihrem Leben überlebte Sutcliffe zweimal Brustkrebs. Sie arbeitete in den 1940er Jahren für das Kriegsministerium der Vereinigten Staaten, war aber ansonsten Hausfrau. Sutcliffes ältere Schwester, Marie Elise Kelso, starb im März 2011 im Alter von 106 Jahren. Noch lange lebte Sutcliffe in ihrem eigenen Haus, erst 2021 zog sie in ein Altenheim. Ihr langes Leben führt sie auf ihren Status als Nichtraucherin, Kinderlosigkeit und Sorgenlosigkeit zurück.
Am 1. Oktober 2016 feierte Sutcliffe ihren 110. Geburtstag, womit sie zur Supercentenarian wurde. Bereits zu dieser Zeit gab es über sie regionale Berichterstattung. Am 1. Februar 2019 wurde Sutcliffes Alter von der Gerontology Research Group verifiziert. Am 17. April 2021 wurde sie mit dem Tod von Hester Ford zur ältesten lebenden Person in den Vereinigten Staaten. Diesen Titel konnte sie für exakt neun Monate halten, bis sie am 17. Januar 2022 im Alter von 115 Jahren und 108 Tagen verstarb. Zum Zeitpunkt ihres Todes war sie weltweit die fünftälteste lebende Person. Nach ihrem Tod wurde Bessie Hendricks zur ältesten lebenden Person in den Vereinigten Staaten.